# Район імені Лазо
Район імені Лазо́ (рос. Район имени Лазо) — район у складі Хабаровського краю Російської Федерації.
Адміністративний центр — селище міського типу Переяславка.

## Історія
Віринський район був утворений 25 січня 1935 року постановою ВЦВК з частини Вяземського району. 20 лютого 1935 року він був перейменований на честь Сергія Лазо.

## Населення
Населення — 40067 осіб (2019; 46185 в 2010, 52568 у 2002).

## Адміністративний поділ
Район адміністративно поділяється на 3 міських та 17 сільських поселень:
| Поселення                         | Площа, км² | Населення, осіб (2002) | Населення, осіб (2010) | Населення, осіб (2019) | Центр        | Населені пункти |
| --------------------------------- | ---------- | ---------------------- | ---------------------- | ---------------------- | ------------ | --------------- |
| Мухенське міське поселення        | 52,43      | 4756                   | 4068                   | 3553                   | Мухен        | 1               |
| Переяславське міське поселення    | 26,46      | 10455                  | 8921                   | 7399                   | Переяславка  | 1               |
| Хорське міське поселення          | 44,55      | 12490                  | 10899                  | 9533                   | Хор          | 2               |
| Бічевське сільське поселення      | 27,45      | 2250                   | 1843                   | 1537                   | Бічева       | 4               |
| Гвасюгинське сільське поселення   | 2,84       | 529                    | 485                    | 437                    | Гвасюги      | 2               |
| Георгієвське сільське поселення   | 27,00      | 2753                   | 2730                   | 2481                   | Георгієвка   | 3               |
| Долминське сільське поселення     | 12,37      | 1135                   | 972                    | 824                    | Долмі        | 4               |
| Дурмінське сільське поселення     | 13,37      | 976                    | 847                    | 734                    | Дурмін       | 1               |
| Золотинське сільське поселення    | 2,43       | 534                    | 427                    | 335                    | Золотий      | 1               |
| Кондратьєвське сільське поселення | 15,26      | 1932                   | 1846                   | 1587                   | Кондратьєвка | 4               |
| Кругликовське сільське поселення  | 8,90       | 677                    | 699                    | 659                    | Кругликово   | 5               |
| Марусинське сільське поселення    | 33,09      | 1168                   | 1042                   | 993                    | Марусино     | 4               |
| Могильовське сільське поселення   | 18,91      | 2587                   | 2428                   | 2387                   | Могильовка   | 2               |
| Оборське сільське поселення       | 15,09      | 1195                   | 913                    | 661                    | Обор         | 3               |
| Польотненське сільське поселення  | 14,63      | 1662                   | 1569                   | 1448                   | Польотне     | 3               |
| Святогорське сільське поселення   | 11,50      | 853                    | 834                    | 769                    | Святогор'є   | 2               |
| Сідіминське сільське поселення    | 16,04      | 968                    | 767                    | 654                    | Сідіма       | 1               |
| Сітинське сільське поселення      | 33,64      | 2085                   | 1973                   | 1756                   | Сіта         | 4               |
| Сукпайське сільське поселення     | 7,63       | 1628                   | 1191                   | 870                    | Сукпай       | 1               |
| Черняєвське сільське поселення    | 27,42      | 1935                   | 1731                   | 1450                   | Черняєво     | 4               |

- 1 січня 2017 року ліквідовано Середньохорське сільське поселення, територія приєднана до складу Гвасюгинського сільського поселення[4].

## Найбільші населені пункти
| №  | Нас. пункт  | Населення, осіб (2002) | Населення, осіб (2010) |
| -- | ----------- | ---------------------- | ---------------------- |
| 1  | Хор         | 11850                  | 10346                  |
| 2  | Переяславка | 10455                  | 8921                   |
| 3  | Мухен       | 4756                   | 4068                   |
| 4  | Сіта        | 1970                   | 1883                   |
| 5  | Бічева      | 1778                   | 1509                   |
| 6  | Георгієвка  | 1457                   | 1431                   |
| 7  | Могильовка  | 1360                   | 1276                   |
| 8  | Сукпай      | 1628                   | 1191                   |
| 9  | Польотне    | 1187                   | 1156                   |
| 10 | Гродеково   | 1227                   | 1152                   |
| 11 | Черняєво    | 1117                   | 1068                   |